# Jonasz z Bobbio
Jonasz z Bobbio (VII wiek) – hagiograf. Zachowały się trzy życiorysy jego autorstwa:
- Vita Columbani
- Vita Iohannis abbatis Reomaensis
- Vita Vedastis episcopi Atrebatensis duplex